# Phidiana pugnax
Phidiana pugnax är en snäckart som beskrevs av Lance 1962. Phidiana pugnax ingår i släktet Phidiana och familjen Facelinidae. Inga underarter finns listade i Catalogue of Life.